# Europski pravac E80
Europski pravac E80 (ukratko: E80) je europski pravac koji vodi od Lisabona u Portugalu preko Španjolske, Francuske, Italije, Hrvatske, Crne Gore, Kosova, Srbije i Bugarske prema turskom gradu Gürbulak nedaleko iranske i armenijske granice.
Ukupna dužina iznosi oko 5.700 kilometara.